# Jedlik Ányos-díj (Szímő)
A Jedlik Ányos-díj a Szímői Jedlik Ányos Társaság 2000 márciusában alapított díja, a társadalom- és a természettudományok területén tevékenykedő szlovákiai magyar tudósok kiemelkedő munkásságának elismerése.

## A díj odaítélése
A díj odaítélésének elbírálására öttagú kuratóriumot hoztak létre. A kuratórium tagjainak kijelölését az alábbi szervezetek biztosítják:
- Szlovákiai Magyar Tudományos Társaság
- Professzorok Klubja
- Mercurius Társaság
- Fórum Intézet
- Szímői Önkormányzat

## A Díj
A díjak két kategóriában kerülnek kiosztásra. A természettudományok terén elért eredményekért, és a társadalomtudományok terén elért eredményekért.

### A díjazottak
- 2000 Vadkerty Katalin író, történész

Agócs Zoltán építészmérnök-professzor, a Párkányt és Esztergomot összekötő híd tervezője
- 2001 Bauer Ferenc orvos

Koncsol László író, költő, műfordító, kritikus
- 2002 Hulkó Gábor mérnök

Liszka József néprajzkutató, régész
- 2004 Szőcs Ferenc fizikus

Végh László szociológus, politológus
- 2006 Kiss László

Gyurgyík László
- 2008 Frankovics Boldizsár

Bándy György
- 2010 Mészáros András professzor

Kádasi Lajos
- 2012 Litomericzky Nándor

Lacza Tihamér
- 2014 Élesztős Pál professzor

Szanyi Mária néprajzkutató
- 2016 Dusza János

L. Juhász Ilona néprajzkutató
- 2018 Bánki Gyula egyetemi tanár

Simon Attila történész